# Ted Whiteaway
Edward Norton Whiteaway, detto Ted (Feltham, 1º novembre 1928 – Perth, 18 ottobre 1995), è stato un pilota automobilistico britannico.
Iscritto come privato al Gran Premio di Monaco 1955 con una HWM 54, non riuscì a qualificarsi per la gara.

## Risultati in F1
| 1955 | Scuderia      | Vettura |  |    |  |  |  |  |  |  |  | Punti | Pos. |
| ---- | ------------- | ------- |  | -- |  |  |  |  |  |  |  | ----- | ---- |
| 1955 | E N Whiteaway | HWM     |  | NQ |  |  |  |  |  |  |  | 0     |      |

| Legenda | 1º posto     | 2º posto | 3º posto    | A punti         | Senza punti/Non class.  | Grassetto – Pole position Corsivo – Giro più veloce |
| Legenda | Squalificato | Ritirato | Non partito | Non qualificato | Solo prove/Terzo pilota | Grassetto – Pole position Corsivo – Giro più veloce |